# Operation Gefion
Operation Gefion er betegnelsen for Forsvarets støtte til Politiet i forbindelse med bevogtningen af blandt andet Københavns Synagoge i Krystalgade samt støtte til grænsekontrollen ved den dansk-tyske grænse.
Operationen blev mulig efter regeringens tryghedspakke den 11. august 2017 under overskriften "Trygheden tilbage i gaderne".
Operationen blev iværksat i 2017, og de første soldater blev indsat den 29. september samme år. Forsvaret har tidligere stillet personale til rådighed for Politiet i forbindelse med bevogtningen af grænsen mod syd i perioden 13. juni 2016, samt bevogtningsopgaver ved modtagecenteret Søgårdlejren i perioden 24. februar 2016 og frem til 30. september 2016.